# Morberia
La morberia era, en l'Antic Règim, una comissió municipal destinada a vetllar per la salut pública en cas d'epidèmia.

## La morberia a Mallorca
A Mallorca la morberia va ser una institució creada pel Gran i General Consell l'any 1467, encara que els estatuts no foren establerts fins al 1475, amb l'objectiu d'evitar la difusió d'epidèmies a l'illa. Hi havia una comissió sanitària que tenia l'objectiu de coordinar les actuacions per protegir la població insular. No es permetia que cap vaixell o altra embarcació pogués desembarcar persones o mercaderies sense que els morbers l'autoritzassin. Si existia perill de contagi, els tripulants havien d'estar en quarantena. De bell antuvi s'utilitzaren les torres de Portopí. Anys més tard s'intentaren habilitar uns locals annexos a Sant Nicolau, de Portopí, i a l'hospital de Santa Catalina. Però aquestes dependències mai no s'arribaren a utilitzar a causa de la migradesa de recursos de la Universitat. El 1497 s'acordà la creació d'un llatzaret. El 1718 la morberia va ser substituïda per la Junta Superior de Sanitat.